# Zeft
Pour plus de détails, voir Fiche technique et Distribution.
Zeft (Asphalte) est un film marocain réalisé par Tayeb Saddiki, sorti en 1984, adapté de la pièce de théâtre Sidi Yassine Fi Tariq de 1965 du même auteur.

## Synopsis
Ce film raconte l'histoire du paysan Bouazza, jusqu'alors heureux et sans problèmes apparents, qui voit sa vie bouleversée par un événement qui met émoi tout le village.
En effet, un vieillard décédé à un âge respectable, se voit sacré Marabout vénérable par un consensus animé par Khali Addi, frère du défunt doué d'un redoutable sens du commerce. Et c'est sur le lopin exigu de Bouazza qu'on décide d'élever un sanctuaire au saint nouvellement promu.
Le drame vécu par Bouazza ne dérange en rien la vie du village où continuent à se nouer les amours, à se former les rêves et à se concrétiser les conflits.
Mais alors à qui imputer cette terrible sécheresse qui éprouve toute la région, hommes, bêtes et plantes ? Ce ne peut être que ce Bouazza irascible et irréductible. Il devient la cible de l'ire générale tandis que s'organisent les processions pour demander la clémence du ciel.
Mais apparemment, tout chemine vers un dénouement heureux. Les villageois travaillent, ceux qui ont espéré partir se retrouvent émigrés à Paris, le mausolée est termine, la pluie revivifie la terre, un air de fête flotte…
Seul Bouazza dépossédé doublement dépose sa baraque sur une charrette et part droit devant, nomade nouvelle manière.

## Fiche technique
Sauf indication contraire, les informations mentionnées dans cette section peuvent être confirmées par la base de données cinématographiques IMDb,  présente dans la section « Liens externes ».
- Scénario : d'après la pièce de Tayeb Saddiki Sidi Yassin Fi Tariq
- Adaptation : Abdallah Stouky, Tayeb Saddiki
- Directeur technique : Abdallah Stouky
- Dialogues : Ahmed Liraqui
- Directeur photographie : Mohamed Laalioui
- 1er assistant caméraman : Ahmed Darif
- 2e assistant caméraman : Driss Ben Fres
- Chef électricien : Najib Ben Fares[réf. nécessaire]
- Script-girl : Latifa Souihli
- Ingénieur de son : M'Bemba Camara
- Costumes : Maria Saddiki
- Décors : Seddik Saddiki
- Arrangement musical : Moulay Tahar El Asbihani
- Machiniste : Abderrahmane Fahim[réf. nécessaire]
- Accessoires : Abdelhafid Balafrej
- Production : Zamane, Rabat – SOJIAF, Paris[pas clair]
- Format : Pellicule 35 mm, couleur
- Durée : 1 h 40

## Distribution
- Bouazza : Tayeb Saddiki
- Tamou : Touria Jabrane
- Kraimi : Noureddine Bikr
- Itto : Amina Omar Saddiki
- Le Caïd : Abdelhadi Litime
- Le Cheïkh : Abderrahim Baïga
- Larbi : Mohamed Demraoui
- Houmane : Hassane Foulane
- Hammadi : Ali Smaili
- El Wafi : Mustapha Salamat
- Khali Addi : Miloud Hbichi
- Moutaçawif : Abderrazak Saddiki
- Mme Guignoux : Denise
- L'instituteur : Driss Tadili
- Le facanier : Abou Sawab
- La petite blonde : Joanne Génini
- Son père : Olivier Beytout
- Abdellah : Abderrahim Mahjoubi
- Premier aveugle : Hamid Najah
- Second aveugle : Mohammed Affifi
- Femme malheureuse : Chaïbia Adraoui
- Le pénitent : Salah Nour
- Le koweitien : Abou Sekkine
- Le mendiant : Hay Tuyau
- Le mendiant chanteur : Khalili Mustapha
- Le 1er technocrate : Zoughi Hamid
- Le 2e technocrate : Refaif Najib
- La femme dans le café : Zakia Tahiri
- Les femmes qui pleurent : Nadia et Fatima
- L'élève de la fable : Ben Bella Hicham
- Autres élèves : Hamza, Gharib, Sirbal
- Policier français : Gérard Génini
- Le 2e policier: Manu Barrat